# Frank Oehler

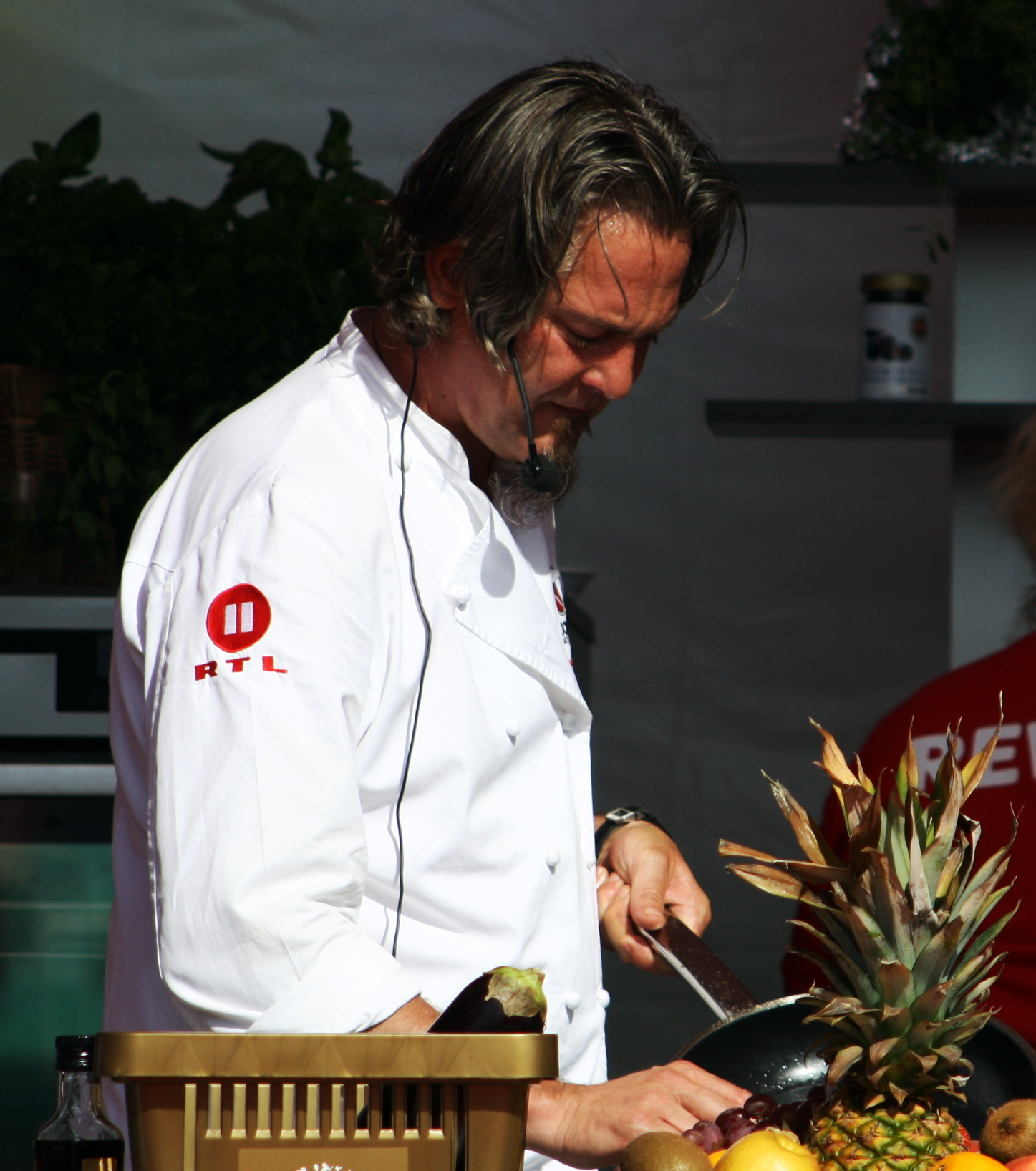
Frank Oehler

Frank Oehler (* 9. Mai 1964 in Mussenhausen) ist ein deutscher Koch und Gastronom. Er wurde bekannt durch die Doku-Soap Die Kochprofis – Einsatz am Herd.

## Leben
Oehler stammt aus Mittelschwaben und begann im Alter von 16 Jahren seine Kochlehre im Restaurant Adler Rummeltshausen, die er mit Auszeichnung abschloss. Er kochte anschließend bis zur Einberufung zum Wehrdienst im Restaurant Benz, Kempten (Allgäu) und im Relais & Châteaux Hotel Alpenhof in Murnau am Staffelsee. Nach der Bundeswehrzeit entwickelte Oehler seine Fertigkeiten im Seehotel Siber in Konstanz bei Bertold Siber weiter (ein Michelinstern), bis er zum Team von Dieter Müller im Sternerestaurant Schweizer Stuben in Wertheim-Bettingen stieß (zwei Michelinsterne). Nach dieser Zeit ging Oehler nach London, wo er als stellvertretender Küchenchef bei Anton Mosimann arbeitete. Nach weiteren drei Jahren als Stellvertretender Küchenchef im Teufelhof in Basel entschloss er sich zur Selbständigkeit.
Von 1995 bis 2003 betrieb Oehler in einer ehemaligen Bahnhofsgaststätte in seinem Heimatdorf Hawangen sein Restaurant d’Rescht, das 2000 mit einem Michelinstern und vom Gault Millau mit 17 Punkten ausgezeichnet wurde. Oehler wurde als Aufsteiger des Jahres bewertet. Nach Aufgabe der Tätigkeit im d’Rescht ging er 2004 als Küchendirektor zum Grand Hotel Las Dunas Beach Resort & Spa in Marbella, einem Mitglied von The Leading Hotels of the World, dessen Spitzenrestaurant ebenfalls mit einem Michelinstern ausgezeichnet wurde. Diese Tätigkeit dauerte aufgrund Wechsel des Hotelbetreibers jedoch nur vier Monate. Oehler arbeitete daraufhin zunächst wieder bei Mosimann als Leiter des Partyservices.
Ab 2005 war Oehler Küchendirektor im Hotel-Restaurant Erbprinz in Ettlingen, das 2006 mit einem Michelinstern und 16 Punkten im Gault Millau ausgezeichnet wurde. 2007 wurde der Michelin-Stern aberkannt. Während Oehlers Zeit im Hotel Erbprinz entstand auch der Kinofilm Eden  mit Charlotte Roche, Josef Ostendorf und Devid Striesow, der die Macht und die Kunst des Kochens und Essens beschreibt. Alle Gerichte aus dem Film (cucina erotica) stammen aus den Händen von Frank Oehler. Zwei Jahre hatte ihn Produzent Michael Hoffmann dafür immer wieder besucht und studiert, um den Film zu realisieren.
2008 machte er sich mit Übernahme der Speisemeisterei im Stuttgarter Schloss Hohenheim erneut als Pächter selbständig. Küchenchef ist seit 2016 Stefan Gschwendtner.
Seit Juni 2009 ist Oehler in der Doku-Soap Die Kochprofis – Einsatz am Herd auf RTL II zu sehen und hilft mit zusammen mit Andreas Schweiger, Ole Plogstedt und Nils Egtermeyer Gastronomen in Not.
Im Mai 2018 musste die Speisemeisterei Insolvenz anmelden, weil eine Rechnung von 70.000 € nicht bezahlt wurde. Oehler wollte sich anderen Projekten zuwenden. Die Speisemeisterei wurde mit demselben Küchenchef weitergeführt.

## Mitgliedschaften
Er ist ehemaliges Mitglied der Köchevereinigung der Jungen Wilden, einer Initiative des Kochs Otto Koch. Weitere Mitglieder sind und waren unter anderem Juan Amador, Kolja Kleeberg, Frank Buchholz, Stefan Marquard, Achim Schwekendieck, Holger Stromberg und Andreas Schweiger. Oehler gehört zur Confrérie de la Chaîne des Rôtisseurs.

## Auszeichnungen
- 1998: Gault Millau – Entdeckung des Jahres
- 2000: Guide Michelin – 1 Stern (D’Rescht in Hawangen)
- 2001: Gault Millau – Top10 Junge Hoffnungsträger
- 2002: Gault Millau – Menu des Jahres
- 2003: 5. Platz der kreativsten Köche Deutschlands
- 2004: Guide Michelin – 1 Stern (Las Dunas in Marbella)
- 2006: Guide Michelin – 1 Stern (Erbprinz in Ettlingen)
- 2010: Restaurant des Monats, Varta Bewertung: 3 (Speisemeisterei)
- 2010, 2011, 2013: Guide Michelin – 1 Stern (Speisemeisterei in Stuttgart)
- 2010, 2011: Gusto – 7 Punkte
- 2011: Der Feinschmecker – 3 Punkte („Feinschmecker-Fs“)

## Schriften
- Eden. Kochen und die Macht der Liebe. Frank Oehler’s Rezepte der „Cucina erotica“. Kosmos, Stuttgart 2006, ISBN 3-440-10982-8.